# Georgia Mackenzie
Pour les articles homonymes, voir Mackenzie.
Georgia Mackenzie est une actrice britannique née en 1973 à Londres (Royaume-Uni).

## Filmographie

### Cinéma
- 1999 : G:MT – Greenwich Mean Time (G:MT Greenwich Mean Time) : Rachel
- 1999 : The Criminal de Julian Simpson (en) : Maggie
- 2000 : County Kilburn : Sue
- 2002 : Possession : Paola
- 2006 : The Kovak Box : Jane Graham
- 2007 : Steel Trap : Kathy

### Télévision
- 1998 : Undercover Heart (mini-série) : Hotel Receptionist
- 1999 : Up Rising (mini-série) : Harriet Revell
- 1999 : Le Grain de sable (Trust) : Tara Reeves
- 1999 : Passion Killers (en) : Kim
- 2000 : Inspecteur Frost (A Touch of Frost) (série télévisée) : WPC Susan Kavanagh
- 2000 : Border Cafe (mini-série) : Ronnie
- 2001 : Hot Money : Jackie Haggar
- 2002 : Tlc (série télévisée) : Nurse Judy
- 2003 : 20 Things to Do Before You're 30 (série télévisée) : Zoe
- 2003 : Spine Chillers (série télévisée) : Fleur
- 2003 : Trial & Retribution VII : PC Alison Daniels
- 2004 : Judas : Mary Magdalene
- 2004 : Outlaws (série télévisée) : Sarah Beckenham
- 2005 : The Robinsons (série télévisée) : Nora
- 2005 : La Loi de Murphy (série télévisée) : Ellie Holloway
- 2005 : Meurtres en sommeil (Waking the Dead) (série télévisée) : DS Andrea 'Andy' Stephenson
- 2006 : Meurtres à l'anglaise (The Inspector Lynley Mysteries) (série télévisée) : Lisa Conroy
- 2007 : Catwalk Dogs : Sally Purvis
- 2008 : Honest (série télévisée) : Catherine Flitt